# Eurocopter Écureuil

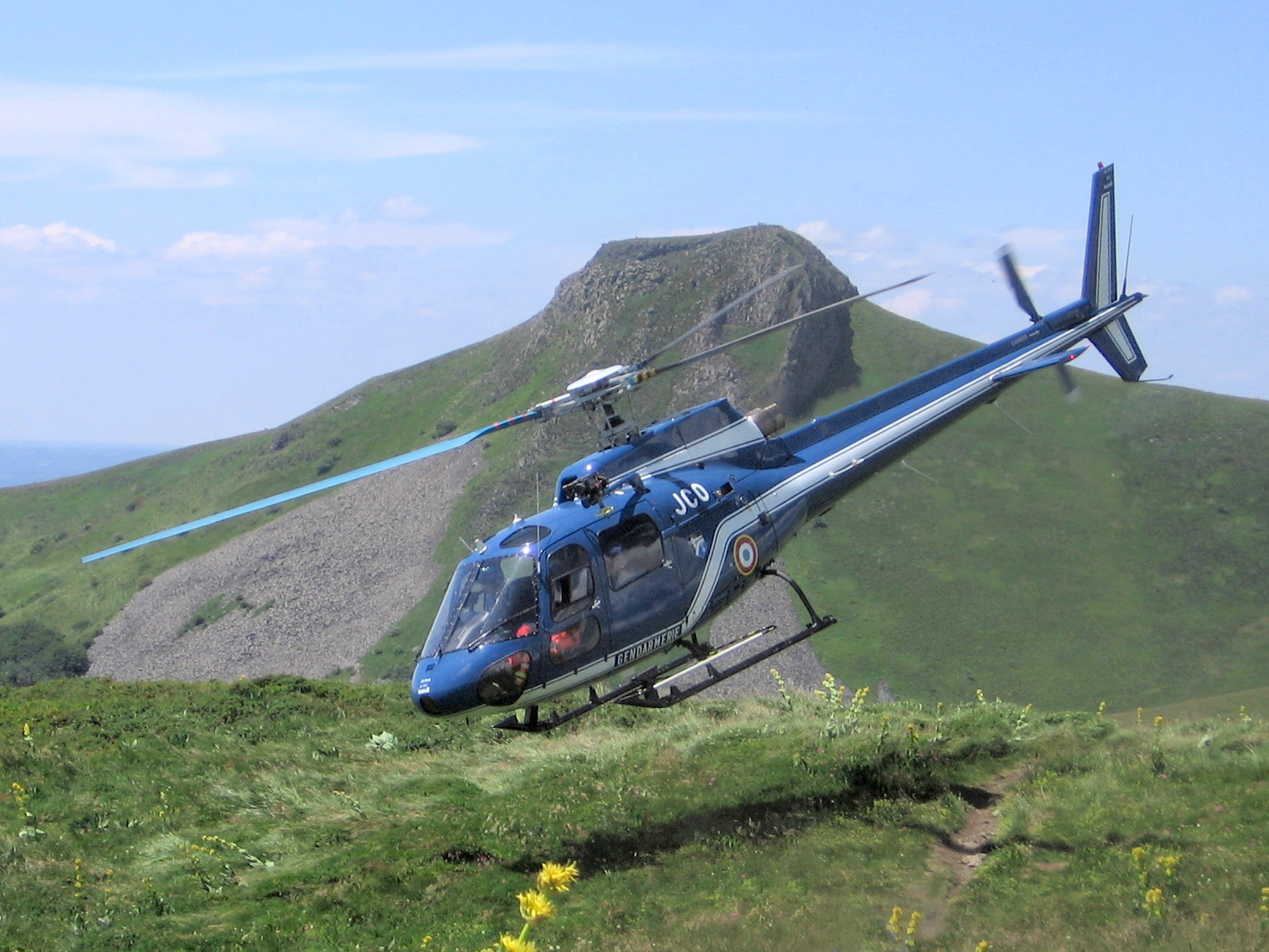
Écureuil van de Franse gendarmerie stijgt op

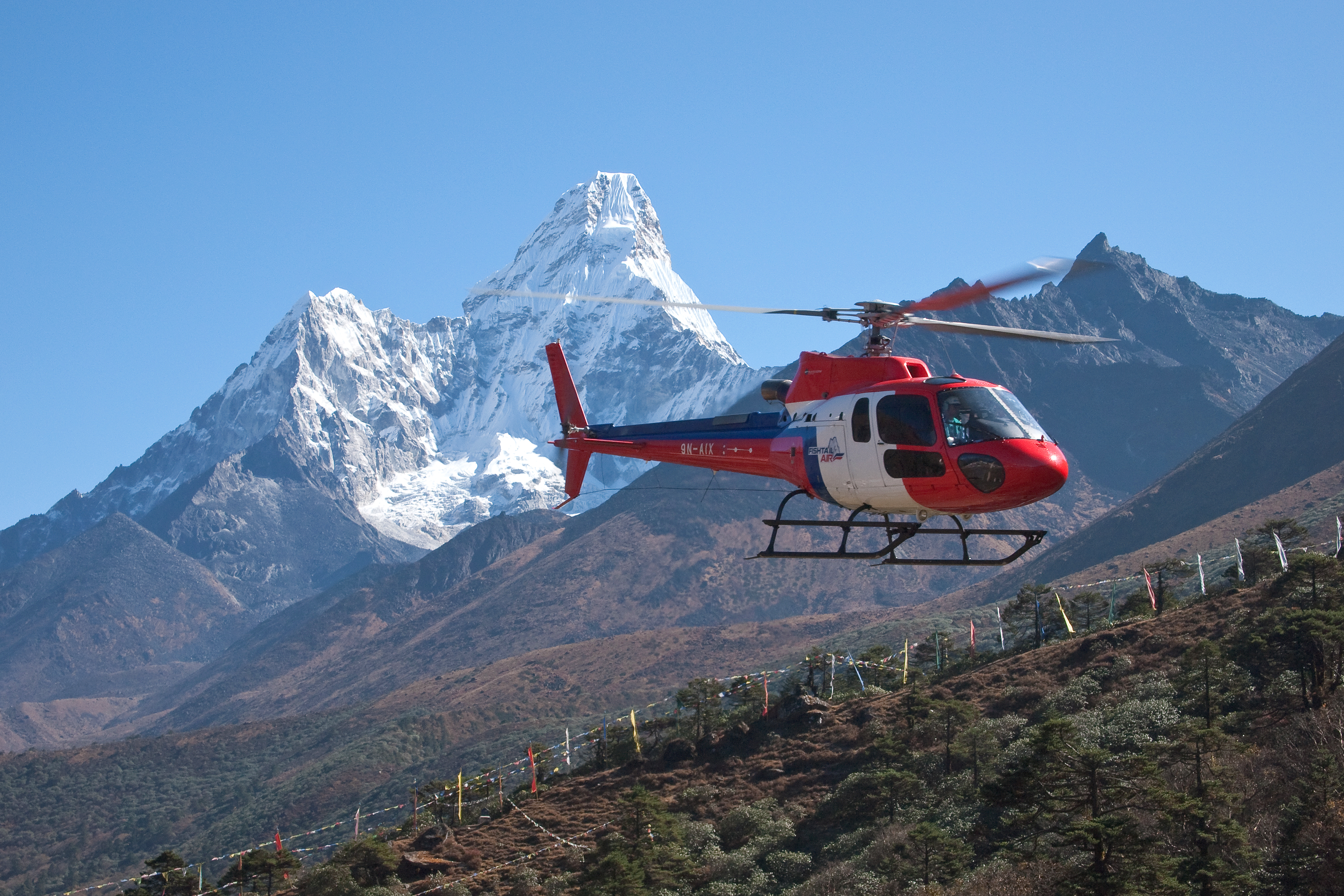
AS 350B2

De Eurocopter Écureuil (Frans voor Eekhoorn) is een eenmotorige helikopter gebouwd door Eurocopter. De Noord-Amerikaanse versie, uitgerust met Lycoming-motoren, heet AStar.
Er is ook een tweemotorige versie ontwikkeld, genaamd Écureuil 2 en Twin Star in Noord-Amerika.
Beide versies zijn in Brazilië in licentie gebouwd.

## Varianten (eenmotorig)
- AS 350B, aangedreven door een Turbomeca Arriel 1B-motor
- AS 350B1, aangedreven door een Turbomeca Arriel 1D-motor
- AS 350B2, hoger leeggewichtversie aangedreven door een Turbomeca Arriel 1D1-motor
- AS 350B3, highperformanceversie, aangedreven door een Turbomeca Arriel 2B-motor met FADEC. Landde op en steeg op vanaf de Mount Everest op 14 mei 2005 en vestigde een wereldrecord.
- AS 350 BA, aangedreven door een Turbomeca Arriel 1B motor
- AS 350 BB
  - Eurocopter Squirrel HT1, militaire versie van de AS 350BB voor de Britse Royal Air Force als training-helikopter.
  - Eurocopter Squirrel HT2, militaire versie van de AS 350BB voor de Britse Army Air Corps als training-helikopter
- AS 350 C, aangedreven door een Lycoming LTS-101-600A2-motor voor de Noord-Amerikaanse markt als AStar.
- AS 350D, aangedreven door een Lycoming LTS-101-motor voor de Noord-Amerikaanse markt als AStar
- AS 350L1, militaire variant
- HB 350 B Esquilo, onder licentie gebouwd in Brazilië door Helibras
- AS 550C2 Fennec, militaire versie
- AS 550U2 Fennec, militaire versie

## Varianten (tweemotorig)
- AS 355, prototype bekend als Écureuil 2 of Twin Squirrel
- AS 355E, Noord-Amerikaanse versie, bekend als Twin Star
- AS 355F
- AS 355F1
- AS 355F2
- AS 355N, aangedreven door twee Turbomeca Arrius 1A-motoren met FADEC
- Eurocopter Twin Squirrel HCC1, aangedreven door twee Allison 250-C20R-turboshafts, een militaire versie van de AS 355N voor de Britse RAF als lichte transporthelikopter
- AS 555N Fennec, militaire versie
- AS 555AF Fennec, militaire versie
- AS 555AN Fennec, bewapende versie
- AS 555SN Fennec, maritieme versie
- AS 555UN Fennec, militaire versie
- HB 355F Écureuil 2, in licentie gebouwd door Helibras, Brazilië
- HB 355N Écureuil 2, in licentie gebouwd door Helibras, Brazilië

## Specificaties (AS 350)
- Bemanning: 1 piloot
- Capaciteit: tot 6 passagiers
- Lengte: 12,94 m
- Rotor diameter: 10,69 m
- Hoogte: 3,34 m
- Leeggewicht: 1.220 kg
- Max takeoff gewicht: 2.250 kg
- Motoren: 1×Turbomeca Arriel 1D1 turboshafts, 546 kW
- Max snelheid: 287 km/h
- Plafond: 6.100 m
- Actieradius: 476 km